# Cyclomia purpuraria
Cyclomia purpuraria là một loài bướm đêm trong họ Geometridae.